# أثر جائحة فيروس كورونا على التعليم

المتعلمين المتضررون من إغلاق المدارس بسبب كوفيد-19 اعتبارًا من
إغلاق المدرسة المحلية
غلاق المدارس في جميع أنحاء البلاد

طال تأثير جائحة فيروس كورونا 2019-20 النظمَ التعليمية في جميع أنحاء العالم، ما أدى إلى إغلاق المدارس والجامعات على نطاق واسع. في 16 مارس عام 2020، أعلنت الحكومات في 73 دولة إغلاق المدارس، بما في ذلك 56 دولة أغلقت المدارس في جميع أنحاء البلاد و17 دولة أغلقت المدارس داخل نطاق محدد. أثر إغلاق المدارس على مستوى الدولة في أكثر من 421 مليون متعلم على مستوى العالم، بينما عرض الإغلاق محدود النطاق  للمدارس 577 مليون متعلم للخطر. وفقًا للبيانات الصادرة عن اليونسكو في 10 مارس، فإن إغلاق المدارس والجامعات بسبب انتشار فيروس كوفيد-19 ترك واحدًا من كل خمسة طلاب خارج المدرسة على مستوى العالم.
دفعت الجهود المبذولة لِوقف انتشار كوفيد-19 من خلال التدخلات غير الصيدلانية والتدابير الوقائية مثل الإبعاد الاجتماعي والعزل الذاتي إلى إغلاق المدارس الابتدائية، والثانوية، وأيضًا المدارس ما بعد الثانوية، بما فيها الكليات والجامعات، على نطاق واسع في 61 دولة على الأقل.
كان غالبية مرضى كوفيد-19 من البالغين. قد تشير الأدلة الأولية إلى أن الأطفال أقل عرضة للإصابة بالفيروس، ولكن يُعتقد أن الأطفال قادرين على نشر الفيروس. لذا يُعد إغلاق المدارس بصفة عامة وسيلة فعالة لتقليل انتشار المرض، ولكن هناك حاجة إلى المزيد من البيانات لإجراء تقييم واضح للتأثير. في بعض الحالات، وجد أن إغلاق المدارس غير فعال إن نُفِّذ في وقت متأخر جدًا. لما كانت عمليات الإغلاق تميل إلى الحدوث بالتزامن مع التدخلات الأخرى مثل حظر التجمع العام، كان من الصعب قياس التأثير المحدد لإغلاق المدارس.
لإغلاق المدارس آثار سلبية كبيرة على الأسر منخفضة الدخل التي تكون فرصتها أقل في الوصول إلى التكنولوجيا، والإنترنت، والأغذية، وخدمات رعاية الأطفال، بالإضافة إلى الطلاب ذوي الإعاقة.

## الخلفية
أدى انتشار الأمراض المعدية السابقة إلى إغلاق المدارس على نطاق واسع في جميع أنحاء العالم، مع مستويات متفاوتة من فعالية الأمر.
خلال جائحة إنفلونزا 1918-1919 في الولايات المتحدة، ارتبط إغلاق المدارس وحظر التجمع العام بانخفاض معدلات الوفيات الإجمالية. كان لدى المدن التي نفذت مثل هذه التدخلات في وقت مبكر تأخيرات أكبر في معدلات الوفيات الكبرى. أغلقت المدارس لمدة 4 أسابيع وفقًا لمتوسط استجابة 43 مدينة أمريكية لمواجهة الإنفلونزا الإسبانية.
خلال جائحة أنفلونزا H1N1 عام 2009، نجحت بلدان عديدة في إبطاء انتشار العدوى من خلال إغلاق المدارس. كان إغلاق المدارس في مدينة أويتا، اليابان، نجحا في تقليل عدد الطلاب المصابين خلال انتشار الفيروس؛ ولكن لم يثبت أن إغلاق المدارس قد أدى إلى انخفاض كبير في العدد الإجمالي للطلاب المصابين. أدى إغلاق المدارس المبكر في الولايات المتحدة إلى تأخير انتشار جائحة إنفلونزا H1N1 في عام 2009. على الرغم من النجاح العام لإغلاق المدارس، فقد وجدت دراسة حول إغلاق المدارس في ميشيغان أن «إغلاق المدارس المتفاعل على مستوى المقاطعة كان غير فعال».
قد يكون إغلاق المدارس فعالاً في إبطاء انتشار المرض على وجه السرعة. عندما يحدث إغلاق المدرسة متأخراً بالنسبة لتفشي المرض، فإنها تكون أقل فعالية وقد لا يكون لها أي تأثير على الإطلاق. بالإضافة إلى ذلك، في بعض الحالات، أدى إعادة فتح المدارس بعد فترة إغلاق إلى ارتفاع معدلات الإصابة. نظرًا للمعدلات المنخفضة لعدوى كوفيد-19 بين الأطفال، فقد تم التشكيك في فعالية إغلاق المدارس.

## التسلسل الزمني
- في 26 يناير، وضعت الصين تدابير لاحتواء تفشي كوفيد-19 والتي تضمنت تمديد عطلة عيد الربيع لاحتواء تفشي المرض. أغلقت الجامعات والمدارس في جميع أنحاء البلاد.[11]
- في 23 فبراير، أعلنت وزارة الصحة الإيرانية عن إغلاق الجامعات ومؤسسات التعليم العالي والمدارس في العديد من المدن والمحافظات.[12]
- في 3 مارس، أصدرت اليونسكو أول أرقام عالمية حول إغلاق المدارس والطلاب المتضررين. وأفادت أن 13 دولة قامت تدابير وقائية بما في ذلك الإغلاق المؤقت للمدارس والجامعات، مما أثر على 290.5 مليون طالب حول العالم. وكرد فعل، دعت اليونسكو الدول إلى دعم الطلاب والأسر المتضررة وتيسير برامج التعلم عن بعد على نطاق واسع.[13]
- في 4 مارس، أمرت الحكومة الإيطالية بالإغلاق الكامل لجميع المدارس والجامعات في جميع أنحاء البلاد حيث وصلت إيطاليا إلى 100 حالة وفاة.[14] وبذلك، أصبحت إيطاليا واحدة من 22 دولة في ثلاث قارات أعلنت أو نفذت إغلاق المدارس.[13]
- في 5 مارس، كان غالبية المتعلمين المتضررين من تدابير الطوارئ كوفيد-19 من الصين، حيث تأثر 233 مليون متعلم، وتلتها اليابان عند 16.5 مليونًا وإيران عند 14.5 مليون.[15]
- وبحلول 10 مارس، كان واحد من كل خمسة طلاب في جميع أنحاء العالم «يبتعد عن المدرسة بسبب أزمة كوفيد-19».[16]
- في 13 مارس، أعلنت الحكومات في 49 دولة أو نفذت إغلاق المدارس، بما في ذلك 39 دولة أغلقت المدارس في جميع أنحاء البلاد و 22 دولة مع إغلاق مدارس محلي.[1]
- وبحلول 16 مارس، ارتفع هذا الرقم من 49 إلى 73 دولة وفقًا لليونسكو.[1]
- بحلول 20 مارس، تأثر أكثر من 70% من المتعلمين في العالم بالإغلاق، وذلك مع إغلاق 124 مدرسة على مستوى الدولة.

## إغلاق المدارس في جميع أنحاء البلاد
بيانات عن حالات إغلاق المدارس في جميع أنحاء البلاد، وفقًا للبلد أو الإقليم
| البلاد والأقاليم | عدد المتعلمين المسجلين في التعليم ما قبل الابتدائي وحتى التعليم الثانوي | عدد المتعلمين الملتحقين ببرامج التعليم العالي | معلومات إضافية | راجع أيضًا                                                                    | المصدر |
| أفغانستان | 9,608,795                                                               | 370,610                                       | |                                                                              | [ 17 ] |
| ألبانيا | 520,759                                                                 | 131,833                                       | المدارس مغلقة لمدة أسبوعين. |                                                                              | [ 17 ] |
| الجزائر | 9,492,542                                                               | 743,640                                       | | جائحة فيروس كورونا في الجزائر 2020                                           | [ 17 ] |
| الأرجنتين | 11,061,186                                                              | 3,140,963                                     | |                                                                              | [ 17 ] |
| أرمينيا | 437,612                                                                 | 102,891                                       | |                                                                              | [ 17 ] |
| النمسا | 1,278,170                                                               | 430,370                                       | المدارس مغلقة. | جائحة فيروس كورونا في النمسا 2020                                            | [ 17 ] |
| أذربيجان | 1,783,390                                                               | 200,609                                       | |                                                                              | [ 17 ] |
| البحرين | 247,489                                                                 | 44,940                                        | | جائحة فيروس كورونا في البحرين 2020                                           | [ 17 ] |
| بنغلاديش | 36,786,304                                                              | 3,150,539                                     | | جائحة فيروس كورونا في بنغلاديش 2020                                          | [ 17 ] |
| بلجيكا | 2,457,738                                                               | 526,720                                       | المدارس مغلقة، لكن دور الحضانة لا تزال مفتوحة. |                                                                              | [ 17 ] |
| بوليفيا | 2,612,837                                                               | ـــ                                           | |                                                                              | [ 17 ] |
| البوسنة والهرسك | 428,099                                                                 | 95,142                                        | المدارس والجامعات مغلقة. | جائحة فيروس كورونا في البوسنة والهرسك 2020                                   | [ 17 ] |
| بلغاريا | 974,469                                                                 | 249,937                                       | المدارس والجامعات مغلقة. |                                                                              | [ 17 ] |
| بوركينا فاسو | 4,568,998                                                               | 117,725                                       | | جائحة فيروس كورونا في بوركينا فاسو 2020                                      | [ 17 ] |
| كمبوديا | 3,310,778                                                               | 211,484                                       | |                                                                              | [ 17 ] |
| جزر كايمان | 9,182                                                                   | ــ                                            | | جائحة فيروس كورونا في جزر كايمان 2020                                        | [ 17 ] |
| تشيلي | 3,652,100                                                               | 1,238,992                                     | أعلن الرئيس الشيلي سبستيان بنييرا أن المدارس في جميع أنحاء البلاد ستغلق فقط إن حدثت حالات إصابة مؤكدة بفيروس كورونا بين الطلاب. |                                                                              | [ 17 ] |
| الصين (متضمنة هونغ كونغ وماكاو) | 233,169,621                                                             | 42,266,464                                    | بصفتها الدولة الأولى التي ظهر فيها الفيروس، كانت الصين أول دولة تفرض إغلاق المدارس. بعد عطلة عيد الربيع، طلبت الصين من 200 مليون طالب تقريبًا البقاء في منازلهم ومواصلة تعليمهم عبر الإنترنت. وفقا لليونسكو، بدأت الصين اعتبارًا من 13 مارس إعادة فتح المدارس، لكن غالبيتها ظلت مغلقة. | جائحة فيروس كورونا في الصين القارية 2019–20 جائحة فيروس كورونا في ماكاو 2020 | [ 17 ] |
| كولومبيا | 9,124,862                                                               | 2,408,041                                     | | جائحة فيروس كورونا في كولومبيا 2020                                          | [ 17 ] |
| كوستاريكا | 1,100,782                                                               | 216,700                                       | |                                                                              | [ 17 ] |
| ساحل العاج | 6,120,918                                                               | 217,914                                       | | جائحة فيروس كورونا في ساحل العاج 2020                                        | [ 17 ] |
| كرواتيا | 621,991                                                                 | 165,197                                       | المدارس والجامعات مغلقة. |                                                                              | [ 17 ] |
| قبرص | 135,354                                                                 | 45,263                                        | |                                                                              | [ 17 ] |
| التشيك | 1,715,890                                                               | 352,873                                       | المدارس والجامعات مغلقة. | جائحة فيروس كورونا في أوروبا 2020                                            | [ 17 ] |
| كوريا الشمالية | 4,229,170                                                               | 526,400                                       | | جائحة فيروس كورونا في كوريا الشمالية 2019–20                                 | [ 17 ] |
| الدنمارك | 1,185,564                                                               | 312,379                                       | المدارس والجامعات مغلقة. | جائحة فيروس كورونا في الدنمارك 2020                                          | [ 17 ] |
| الإكوادور | 4,462,460                                                               | 320,765                                       | | جائحة فيروس كورونا في الإكوادور 2020                                         | [ 17 ] |
| مصر | 23,157,420                                                              | 2,914,473                                     | | جائحة فيروس كورونا في مصر 2020                                               | [ 17 ] |
| السلفادور | 1,414,326                                                               | 190,519                                       | أمر الرئيس السلفادوري نجيب أبو كيلة جميع المدارس بالإغلاق لمدة ثلاثة أسابيع، بعد تدابير مماثلة في بيرو وبنما. |                                                                              | [ 17 ] |
| غينيا الاستوائية | 160,019                                                                 | ــــ                                          | | جائحة فيروس كورونا في غينيا الاستوائية 2020                                  | [ 17 ] |
| إستونيا | 224,987                                                                 | 47,794                                        | المدارس مغلقة. | جائحة فيروس كورونا في إستونيا لعام 2020                                      | [ 17 ] |
| إثيوبيا | 23,929,322                                                              | 757,175                                       | أغلقت إثيوبيا جميع المدارس وفرضت حظرًا على جميع التجمعات العامة. | جائحة فيروس كورونا في إثيوبيا 2020                                           | [ 17 ] |
| فنلندا | 23,929,322                                                              | 757,175                                       | تستمر الدراسة في التعليم ما قبل الابتدائي والصفوف 1-3 لأبناء الآباء العاملين في قطاعات فائقة الأهمية من العمل المجتمع، وأيضًا للأطفال ذوي الاحتياجات الخاصة من التعليم قبل الابتدائي إلى التعليم الثانوي. يُوفَّر التعليم والرعاية في مرحلة الطفولة المبكرة لجميع الأطفال الذين يتعذر على أهاليهم ترتيب رعايتهم في المنزل. في مستويات التعليم الأخرى، قد يستمر التدريس بالتواصل، إن اعتُبر ذلك ضروريًا لإكمال الدراسة. | جائحة فيروس كورونا في فنلندا 2019–20                                         | [ 17 ] |
| فرنسا | 12,929,509                                                              | 2,532,831                                     | المدارس مغلقة. | جائحة فيروس كورونا في فرنسا 2020                                             | [ 17 ] |
| الغابون | 468,362                                                                 | 10,076                                        | | جائحة فيروس كورونا في الغابون 2020                                           | [ 17 ] |
| جورجيا | 732,451                                                                 | 151,226                                       | |                                                                              | [ 17 ] |
| ألمانيا | 12,291,001                                                              | 3,091,694                                     | | جائحة فيروس كورونا في ألمانيا 2020                                           | [ 17 ] |
| غانا | 9,253,063                                                               | 443,693                                       | | جائحة فيروس كورونا في غانا 2020                                              | [ 17 ] |
| اليونان | 1,469,505                                                               | 735,027                                       | المدارس والجامعات مغلقة. | جائحة فيروس كورونا في اليونان 2020                                           | [ 17 ] |
| غرينادا | 26,028                                                                  | 9,260                                         | | جائحة فيروس كورونا في أمريكا الشمالية 2020                                   | [ 17 ] |
| غواتيمالا | 4,192,944                                                               | 366,674                                       | | جائحة فيروس كورونا في غواتيمالا 2020                                         | [ 17 ] |
| هندوراس | 2,018,314                                                               | 266,908                                       | أعلنت هندوراس أنها ستغلق المدارس لمدة أسبوعين. |                                                                              | [ 17 ] |
| هنغاريا (المجر) | 1,504,740                                                               | 287,018                                       | المدارس والجامعات مغلقة. | جائحة فيروس كورونا في هنغاريا 2020                                           | [ 17 ] |
| آيسلندا | 80,257                                                                  | 17,967                                        | المدارس مغلقة. |                                                                              | [ 17 ] |
| إندونيسيا | 60,228,569                                                              | 8,037,218                                     | |                                                                              | [ 17 ] |
| إيران | 14,561,998                                                              | 4,073,827                                     | في 23 فبراير، أعلنت وزارة الصحة الإيرانية عن إغلاق الجامعات ومؤسسات التعليم العالي والمدارس في العديد من المدن والأقاليم. | جائحة فيروس كورونا في إيران 2020                                             | [ 17 ] |
| العراق | 7,010,788                                                               | 424,908                                       | | جائحة فيروس كورونا في العراق 2020                                            | [ 17 ] |
| جمهورية أيرلندا | 1,064,091                                                               | 255,031                                       | المدارس والكليات ومرافق رعاية الأطفال كلها مغلقة في جميع أنحاء البلاد حتى 29 مارس على الأقل. |                                                                              | [ 17 ] |
| إسرائيل | 2,271,426                                                               | 210,041                                       | |                                                                              | [ 17 ] |
| إيطاليا | 9,039,741                                                               | 1,837,051                                     | المدارس والجامعات مغلقة. | جائحة فيروس كورونا في إيطاليا 2020                                           | [ 17 ] |
| جامايكا | 552,619                                                                 | 74,537                                        | |                                                                              | [ 17 ] |
| اليابان | 16,496,928                                                              | ــــ                                          | في 27 فبراير 2020، طلب رئيس الوزراء شينزو آبي إغلاق جميع المدارس الابتدائية والمتوسطة (الإعدادية) والثانوية اليابانية حتى أوائل أبريل للمساعدة في احتواء الفيروس. جاء هذا القرار بعد أيام من مطالبة مجلس التعليم في هوكايدو بالإغلاق المؤقت لمدارسها العامة والخاصة البالغ عددها 1600 مدرسة. استُبعدت دور الحضانة من طلب الإغلاق في جميع أنحاء البلاد. حتى 5 مارس، امتثلت 98.8% من جميع المدارس الابتدائية التي تديرها البلديات لطلب آبي، ما أدى إلى إغلاق 18,923 مدرسة. | جائحة فيروس كورونا في اليابان 2020                                           | [ 17 ] |
| الأردن | 2,051,840                                                               | 320,896                                       | في 14 مارس 2020، فرضت الحكومة الأردنية تدابير لمكافحة تفشي المرض، بما في ذلك إقفال تام محكم يغلق جميع الحدود ويحظر جميع الرحلات الجوية القادمة والمغادرة، وإغلاق المدارس والجامعات لمدة أسبوعين، وحظر الصلاة اليومية في المساجد. أعلن وزير التعليم عن إطلاق قنوات تلفزيونية لبث الدروس لطلاب المدارس الثانوية. أعلنت المدارس والجامعات الخاصة عن جداول الدراسة عبر الإنترنت باستخدام مختلف القنوات. | جائحة فيروس كورونا في الأردن 2020                                            | [ 17 ] |
| كازاخستان | 4,375,239                                                               | 685,045                                       | | جائحة فيروس كورونا في كازاخستان 2020                                         | [ 17 ] |
| كينيا | 13,751,830                                                              | 562,521                                       | | جائحة فيروس كورونا في كينيا 2020                                             | [ 17 ] |
| الكويت | 632,988                                                                 | 116,336                                       | | جائحة فيروس كورونا في الكويت 2020                                            | [ 17 ] |
| قيرغيزستان | 1,443,925                                                               | 217,693                                       | | جائحة فيروس كورونا في قيرغيزستان 2020                                        | [ 17 ] |
| لاتفيا | 313,868                                                                 | 82,914                                        | المدارس مغلقة حتى 14 أبريل |                                                                              | [ 17 ] |
| لبنان | 1,132,178                                                               | 231,215                                       | | جائحة فيروس كورونا في لبنان 2020                                             | [ 17 ] |
| ليسوتو | 313,868                                                                 | 82,914                                        | أعلنت ليسوتو حالة طوارئ وطنية في 18 مارس وأغلقت المدارس حتى 17 أبريل (لكنها سمحت باستمرار الوجبات المدرسية). | جائحة فيروس كورونا في أفريقيا 2020                                           | [ 17 ] |
| ليبيا | 1,510,198                                                               | 375,028                                       | | جائحة فيروس كورونا في أفريقيا 2020                                           | [ 17 ] |
| ليتوانيا | 460,257                                                                 | 125,863                                       | المدارس ودور الحضانة والجامعات مغلقة. |                                                                              | [ 17 ] |
| لوكسمبرغ | 102,839                                                                 | 7,058                                         | المدارس مغلقة. |                                                                              | [ 17 ] |
| ماليزيا | 6,677,157                                                               | 1,284,876                                     | المدارس والجامعات مغلقة من 18 إلى 31 مارس. |                                                                              | [ 17 ] |
| موريتانيا | 928,218                                                                 | 19,371                                        | | جائحة فيروس كورونا في موريتانيا 2020                                         | [ 17 ] |
| المكسيك | 33,159,363                                                              | 4,430,248                                     | تحولت العديد من الجامعات، بما فيها الجامعة الوطنية المستقلة في المكسيك (يو إن إيه إم) ومعهد مونتيري للتكنولوجيا والتعليم العالي، إلى فصول افتراضية في 13 مارس 2020. في اليوم التالي، أعلنت أمانة التعليم العام (إس إي بّي) إلغاء جميع الأحداث الرياضية والمدنية في المدارس. في 14 مارس أيضًا، أعلنت وزارة التربية والتعليم أن عطلة عيد الفصح، التي كان من المخطط لها في الأصل بين 6 و17 أبريل، ستُمَدد لتصبح من 20 مارس حتى20 أبريل كإجراء وقائي. في اليوم نفسه، علّقت جامعة نويفو ليون المستقلة (يو إيه إن إل) (ثالث أكبر جامعة في البلاد من ناحية عدد الطلاب) الدراسةَ لأكثر من 206,000 طالب بدءًا من 17 مارس وحتى إشعار آخر. | جائحة فيروس كورونا في المكسيك 2020                                           | [ 17 ] |
| منغوليا | 870,962                                                                 | 155,248                                       | |                                                                              | [ 17 ] |
| الجبل الأسود | 111,863                                                                 | 23,826                                        | |                                                                              | [ 17 ] |
| المغرب | 7,886,899                                                               | 1,056,257                                     | | جائحة فيروس كورونا في المغرب 2020                                            | [ 17 ] |
| ناميبيا | 689,520                                                                 | 56,046                                        | | جائحة فيروس كورونا في ناميبيا 2020                                           | [ 17 ] |
| هولندا | 3,336,544                                                               | 875,455                                       | في 12 مارس، أوقفت جميع الجامعات الهولندية التدريس على الأرض حتى 1 أبريل، لكن التدريس عبر الإنترنت سيستمر. |                                                                              | [ 17 ] |
| مقدونيا الشمالية | 298,135                                                                 | 61,488                                        | المدارس ودور الحضانة مغلقة. |                                                                              | [ 17 ] |
| النرويج | 1,073,521                                                               | 284,042                                       | المدارس مغلقة. |                                                                              | [ 17 ] |
| باكستان | 44,925,306                                                              | 1,878,101                                     | |                                                                              | [ 17 ] |
| فلسطين | 1,404,021                                                               | 222,336                                       | | جائحة فيروس كورونا في فلسطين 2020                                            | [ 17 ] |
| بنما |                                                                         |                                               | أعلنت وزيرة التعليم في بنما ماروخا غورداي تعليق الدراسة في المدارس العامة والخاصة في معظم أنحاء البلاد اعتبارًا من 11 مارس وحتى 7 أبريل على الأقل. | جائحة فيروس كورونا في بنما 2020                                              | [ 17 ] |
| باراغواي | 1,519,678                                                               | 225,211                                       | | جائحة فيروس كورونا في الباراغواي 2020                                        | [ 17 ] |
| بيرو | 8,015,606                                                               | 1,895,907                                     | | جائحة فيروس كورونا في بيرو 2020                                              | [ 17 ] |
| بولندا | 6,003,285                                                               | 1,550,203                                     | المدارس مغلقة. |                                                                              | [ 17 ] |
| البرتغال | 2,028,254                                                               | 346,963                                       | المدارس والجامعات مغلقة. |                                                                              | [ 17 ] |
| قطر | 309,856                                                                 | 33,668                                        | | جائحة فيروس كورونا في قطر 2020                                               | [ 17 ] |
| كوريا الجنوبية | 7,044,963                                                               | 3,136,395                                     | | جائحة فيروس كورونا في كوريا الجنوبية 2020                                    | [ 17 ] |
| مولدوفا | 498,881                                                                 | 87,277                                        | المدارس والجامعات مغلقة. |                                                                              | [ 17 ] |
| رومانيا | 2,951,879                                                               | ــــ                                          | المدارس مغلقة. |                                                                              | [ 17 ] |
| رواندا | 3,388,696                                                               | 75,713                                        | | جائحة فيروس كورونا في رواندا 2020                                            | [ 17 ] |
| سانت لوسيا | 30,925                                                                  | 2,237                                         | | جائحة فيروس كورونا في سانت لوسيا 2020                                        | [ 17 ] |
| السعودية | 6,789,773                                                               | 1,620,491                                     | | جائحة فيروس كورونا في السعودية 2020                                          | [ 17 ] |
| السنغال | 3,475,647                                                               | 184,879                                       | | جائحة فيروس كورونا في السنغال 2020                                           | [ 17 ] |
| صربيا | 964,796                                                                 | 256,172                                       | المدارس مغلقة. | جائحة فيروس كورونا في صربيا 2020                                             | [ 17 ] |
| سلوفاكيا | 832,055                                                                 | 156,048                                       | المدارس مغلقة. | جائحة فيروس كورونا في سلوفاكيا 2020                                          | [ 17 ] |
| سلوفينيا | 332,677                                                                 | 79,547                                        | |                                                                              | [ 17 ] |
| جنوب أفريقيا | 13,496,529                                                              | 1,116,017                                     | أعلن الرئيس سيريل رامافوزا أن تفشي فيروس كوفيد-19 كارثة وطنية، وأغلق جميع المدارس حتى نهاية عطلة عيد القيامة في جنوب أفريقيا. في 16 مارس، من المتوقع أن يعلن وزير التعليم العالي والعلوم والابتكار عن التدابير الرسمية التي ستؤثر على الجامعات والكليات في جميع أنحاء البلاد استجابة لتأكد إصابة طالب في جامعة ويتواترسراند في جوهانسبرغ بفيروس كورونا. | جائحة فيروس كورونا في جنوب أفريقيا 2020                                      | [ 17 ] |
| إسبانيا | 7,696,101                                                               | 2,010,183                                     | المدارس مغلقة. | جائحة فيروس كورونا في إسبانيا 2020                                           | [ 17 ] |
| سريلانكا | 4,917,578                                                               | 300,794                                       | أمرت الحكومة بإغلاق المدارس في الفترة منذ 12 مارس وحتى 20 أبريل وهو ما يمثل نهاية الفصل الدراسي الأول. وأغلقت الدروس والبرامج التعليمية الخاصة لمدة أسبوعين حتى 26 مارس. |                                                                              | [ 17 ] |
| السودان | 8,171,079                                                               | 653,088                                       | | جائحة فيروس كورونا في السودان 2020                                           | [ 17 ] |
| سويسرا | 1,289,219                                                               | 300,618                                       | المدارس مغلقة. | جائحة فيروس كورونا في سويسرا 2020                                            | [ 17 ] |
| سوريا | 3,491,113                                                               | 697,415                                       | | جائحة فيروس كورونا في سوريا 2020                                             | [ 17 ] |
| تايلاند | 12,990,728                                                              | 2,410,713                                     | |                                                                              | [ 17 ] |
| ترينيداد وتوباغو | 260,439                                                                 | 16,751                                        | | جائحة فيروس كورونا في ترينيداد وتوباغو 2020                                  | [ 17 ] |
| تونس | 2,479,163                                                               | 272,261                                       | | جائحة فيروس كورونا في تونس 2020                                              | [ 17 ] |
| تركيا | 17,702,938                                                              | 7,198,987                                     | | جائحة فيروس كورونا في تركيا 2020                                             | [ 17 ] |
| أوكرانيا | 5,170,368                                                               | 1,614,636                                     | المدارس مغلقة. | جائحة فيروس كورونا في أوكرانيا 2020                                          | [ 17 ] |
| الإمارات | 1,170,565                                                               | 191,794                                       | صدرت تعليمات بإغلاق جميع المدارس والكليات الخاصة والعامة لمدة أربعة أسابيع اعتبارًا من يوم الأحد 8 مارس. | جائحة فيروس كورونا في الإمارات العربية المتحدة 2020                          | [ 17 ] |
| المملكة المتحدة |                                                                         |                                               | أُعلِن في الثامن عشر من مارس أن جميع مدارس المملكة المتحدة ستغلق بحلول يوم العشرين (نهاية أسبوع العمل) لجميع الأطفال والتلاميذ الأكثر احتياجًا الذين يعمل أولياء أمورهم في مجالات تعتبر مهمة بشكل خاص لجهود مكافحة فيروس كورونا. |                                                                              | [ 17 ] |
| أوزبكستان | 7,174,483                                                               | 299,634                                       | | جائحة فيروس كورونا في أوزبكستان 2020                                         | [ 17 ] |
| فنزويلا | 6,866,822                                                               | ــ أ                                          | فرض الرئيس نيكولاس مادورو «الحجر الصحي الجماعي» في سبع ولايات في فنزويلا وتعليق الدراسة في المدارس والجامعات. | جائحة فيروس كورونا في فنزويلا 2020                                           | [ 17 ] |
| اليمن | 5,852,325                                                               | 267,498                                       | | جائحة فيروس كورونا في آسيا 2019–20                                           | [ 17 ] |
| زامبيا | 3,955,937                                                               | 56,680                                        | | جائحة فيروس كورونا في زامبيا 2020                                            | [ 17 ] |
| المجموع | 831,021,742                                                             | 128,207,915                                   | |                                                                              | [ 17 ] |
| حتى 17 مارس 2020 ملاحظات أ^ بوليفيا، وجزر كايمان، وغينيا الاستوائية، وفنزويلا: البيانات الخاصة بالتسجيل في برامج التعليم العالي غير متوفرة. ب^ الصين: بدأت المدارس تفتح، لكن الغالبية لا تزال مغلقة. ج^ هندوراس: رغم أن جميع المدارس مفتوحة، فالجامعات تملك خيار البقاء مفتوحة أو لا. د^ اليابان: الجامعات حاليًا في عطلة الربيع المدرسية، ومن ثم فإن الإغلاق غير مرتبط بفيروس كورونا. هـ^ كوريا الجنوبية: أجلت الجامعات بداية العام الدراسي أسبوعين حتى 16 مارس. و^ رومانيا: لا تزال معظم الجامعات مفتوحة. |                                                                         |                                               | |                                                                              |        |

### إغلاق المدارس محدود النطاق
أجرت 11 دولة إغلاقًا محدود النطاق  للمدارس، وتشير تقديرات اليونسكو إلى أن 473,933,356 متعلمًا معرضون للخطر (في مراحل التعليم قبل الابتدائي وحتى التعليم الثانوي) وكذلك 77,938,904 متعلمين في مرحلة التعليم العالي.
| الدولة/ المنطقة  | معلومات الإغلاق | راجع أيضًا                                   | المصدر |
| أستراليا         | لم تغلق أستراليا المدارس أو الجامعات تماشيًا مع مشورة اللجنة الرئيسية للوقاية الصحية الأسترالية. اختارت بعض المدارس الخاصة والمستقلة الإغلاق. | جائحة فيروس كورونا في أستراليا 2020         |        |
| بوتان            | أُغلقت المدارس فقط في مقاطعات تيمفو، وبارو، وبوناكا. | جائحة فيروس كورونا في بوتان 2020            | [ 25 ] |
| البرازيل         | حتى 16 مارس، كان لدى البرازيل حالات مؤكدة من الإصابة بفيروس كورونا أكثر من أي دولة أخرى في أمريكا اللاتينية، لكن الرئيس جايير بولسونارو أصدر عددًا قليلًا من التدابير على مستوى الدولة لإبطاء انتشار الفيروس. لأن الرئيس والحكومة الفيدرالية فشلا في التصرف بشكل مناسب في ما يتعلق بالجائحة ولم يقررا، حتى 18 مارس، إلغاء الفصول الدراسية في البلد بأكمله، كان على الأجهزة الأدنى من الحكومة أن تتصرف بصورة مستقلة. وبهذه الطريقة، تصرفت المدارس الحكومية والمدارس البلدية والمؤسسات التعليمية الخاصة والجامعات تصرفًا مختلفًا بشأن بتعليق الفصول دفعة واحدة أو تدريجيًا أو عدم تعليقها على الإطلاق، وبين الاستعاضة عن الفصول بالتعليم عن بعد أو ببساطة تأجيلها. ولهذا السبب، اعتبارًا من 20 مارس، لا يوجد سوى إغلاق مدارس محدود النطاق (لا على مستوى البلاد) وفقًا لليونسكو. ألغت ولايات مثل ساو باولو، وريو دي جانيرو، وبيرنامبوكو، الفصول الدراسية في المدارس الحكومية، لكن استمرت بعض المدارس البلدية بالتعليم بصورة طبيعية حتى في تلك الولايات. ألغت ولاية ميناس جيرايس في البداية الفصول للمدارس العامة لثلاثة أيام فقط، وفي 18 مارس، أعلن حاكم الولاية إلغاء الفصول الدراسية في منطقة عاصمة الولاية بيلو هوريزونتي إلى أجل غير مسمى، لثبوت انتقال المرض بين أعضاء المجتمع في المنطقة، لكن ستستمر الدراسة في بقية الولاية بصورة طبيعية حتى إشعار آخر. في ساو باولو، يجري إلغاء الدراسة تدريجيًا، بحيث يكون لدى أولياء الأمور الوقت الكافي للتوصل إلى حلول لا تنطوي على ترك الأطفال مع أجدادهم. بين 16 و20 مارس، فيمكن للطلاب الذهاب إلى المدرسة، ولكن لن يُعاقب الغائبون. ستلغى الدراسة إلى أجل غير مسمى اعتبارًا من 23 مارس. في ما يتعلق بالأمن الغذائي للطلاب، أعلنت بعض مدارس البلدية والمدارس الحكومية عن «مستلزمات غذائية» للاستلام الأسبوعي كما في ريسيفي، بينما بقيت بعض المدارس المختارة مفتوحة للطلاب لتناول الغداء، كما في إسبيريتو سانتو. في التعليم العالي، كانت جامعة محافظة كاميناس (يونيكامب) أول جامعة في البلاد تلغي جميع الفصول الدراسية، بدءًا من 13 مارس. في البداية، أُلغيت الدراسة حتى 31 مارس، لكن في وقت لاحق، مددت الجامعة التعليق حتى 12 أبريل. في 11 مارس، أُكدت إصابة أحد طلاب جامعة ساوباولو (يو إس بّي) بالمرض، ما دفع قسمًا واحدًا إلى إلغاء الدراسة ليوم واحد، ولم تلغِ الجامعة بأكملها الدراسة حتى 17 مارس. ألغت العديد من الجامعات في جميع أنحاء البلاد الدراسة، مثل جامعة فيكوسا الاتحادية (يو إف في) (منذ 16 مارس) والجامعة الفيدرالية لتكامل أمريكا اللاتينية (يو إن آي إل إيه) (منذ 17 مارس)، لكن لا تزال جامعات أخرى مفتوحة. في ما يتعلق بالمدارس اليهودية، في مدينة ساو باولو التي تضم نصف سكان البرازيل من اليهود البالغ عددهم 120,000، فقد أغلقت المدارس اليهودية وبعضها يقدم دروسًا عن بعد عبر الفيديو. في ريو دي جانيرو، أغلقت المدارس النهارية اليهودية أيضًا في غياب قرار على مستوى الولاية بشأن إغلاق مدارس ريو العامة والخاصة. |                                             | [ 25 ] |
| كندا             | في 16 مارس 2020، حث رئيس الوزراء الكندي جاستن ترودو الكنديين على البقاء في منازلهم، وأغلق الحدود أمام جميع الأجانب باستثناء المواطنين الأمريكيين. اعتبارًا من 16 مارس على مستوى المقاطعات والأقاليم، أغلقت جميع المدارس بسبب جائحة فيروس كورونا في كندا 2020، باستثناء كولومبيا البريطانية ويوكون. ومع ذلك، بدأت مدارس يوكون عطلة الربيع في 16 مارس. انتقلت جامعة كولومبيا البريطانية، وجامعة سايمون فريزر، وجامعة إميلي كار للفنون، إلى فصول على الإنترنت في 16 مارس، وفي 17 مارس، عُلقت الدراسة بمدارس كي-12 في كولومبيا البريطانية إلى أجل غير مسمى. | جائحة فيروس كورونا في كندا 2020             | [ 25 ] |
| الهند            | في 16 مارس، أعلنت الهند إغلاق المدارس والكليات في جميع أنحاء البلاد. في 19 مارس، طلبت هيئة المنح الجامعية من الجامعات تأجيل الامتحانات حتى 31 مارس. أُجِّلت الاختبارات التأهيلية التي يجريها المجلس المركزي للتعليم الثانوي ومجالس الشهادة الهندية للتعليم الثانوي حتى 31 مارس. | جائحة فيروس كورونا في الهند 2020            | [ 25 ] |
| الفلبين          | أُغلقت المدارس في مانيلا، وحاضرة مانيلا، ولوزون الوسطى، وايلوكون، وبولاكان، وكاويته، وريزال، وكاباس، وتارلاك. | جائحة فيروس كورونا في الفلبين 2020          | [ 25 ] |
| روسيا            | في 14 مارس، نصحت وزارة التعليم الروسية المدارس في جميع أنحاء البلاد باعتماد التعلم عن بعد «كما يكون مناسبًا». أدخلت منطقة موسكو سياسات حضور مرنة في المدارس العامة ورياض الأطفال، لكن استمرت جميع الصفوف العادية في المدارس بصورة طبيعية واستمر الأطفال الذين اختاروا البقاء في المنزل حسب تقدير أولياء أمورهم بتلقي تعليمهم عبر الإنترنت. في اليوم التالي، حُثَّت المدارس الخاصة في موسكو على تعليق الدراسة لمدة أسبوعين، بينما نُصحت العديد من المدارس الموجودة داخل السفارات الأجنبية في موسكو بدخول الحجر الصحي لمدة أسبوعين. وقّع كبير الأطباء الصحيين في موسكو على مرسوم يحظر الزائرين في المدارس الداخلية ودور الأيتام. في 16 مارس، توسعت موسكو في التدابير بإغلاق المدارس العامة، والجامعات، والمدارس الرياضية، ومؤسسات التعليم التكميلي، منذ 21 مارس وحتى 12 أبريل. | جائحة فيروس كورونا في روسيا 2020            | [ 25 ] |
| السويد           | ظلت المدارس مفتوحة. في 17 مارس، أعلنت حكومة السويد أن المدارس الثانوية والمدارس المهنية والجامعات ستظل مغلقة، وأوصت باستمرار المحاضرات عبر التعليم عن بعد. | جائحة فيروس كورونا في السويد 2020           | [ 25 ] |
| الولايات المتحدة | اعتبارًا من 19 مارس 2020، أُغلقت أكثر من 104,000 مدرسة عامة في الولايات المتحدة، ما أثر على 48 مليون طالب تقريبًا. نفذت 44 ولاية وواشنطن العاصمة إغلاق مدارس على مستوى الولاية. في 18 مارس، نفذت ألاباما إغلاق المدارس على مستوى الولاية، فاشتمل ذلك على 1400 مدرسة و720,000 طالب. أوقفت جميع الكليات المجتمعية الـ23 في ألاباما الأنشطة داخل الحرم الجامعي وانتقلت إلى التدريس عبر الإنترنت. حذت حذوها العديد من الكليات والجامعات ذات الأربع سنوات، بما في ذلك جامعة أوبرن، وجامعة ألاباما، وألاباما إيه آند إم، وجامعة توسكيجي. اعتبارًا من 13 مارس، فرضت ولاية واشنطن أطول فترة لإغلاق المدارس، والتي تمتد حتى 24 أبريل على الأقل، بأمر من الحاكم جاي إنسلي، ما أثر على أكثر من 1.1 مليون طالب. في 16 مارس، أعلن حكام ولايات كونيتيكت ونيوجيرسي ونيويورك عن حظر تجول متماثل أغلق المنشآت التجارية غير الضرورية من الساعة 8 مساءً وحتى 5 صباحًا. أُغلقت جميع المطاعم، والبارات، وصالات الألعاب الرياضية، ومراكز الفنون الأدائية. لا تزال خدمات الطلبات الخارجية، والتوصيل للمنازل، والخدمات الغذائية بالطلب من داخل السيارة مفتوحة من الساعة 5 صباحًا وحتى 8 مساءً. يُسمح للأسواق المركزية، والصيدليات، ومحطات الوقود، والمكاتب الطبية، بالعمل خلال ساعات الحظر. أعلن الرئيس الأمريكي دونالد ترامب نيته للتنازل عن جميع فوائد القروض الطلابية الفيدرالية، ولكن لم تُشارَك سوى القليل من المعلومات الإضافية عن تفاصيل الخطة. أُغلقت حكومة غوام لمدة 14 يومًا، بما في ذلك جميع المدارس، بدءًا من 16 مارس، وذلك بعد يوم واحد من الإبلاغ عن الحالات الثلاث الأولى للإصابة بكوفيد-19. | جائحة فيروس كورونا في الولايات المتحدة 2020 | [ 25 ] |
| الأوروغواي       | في 14 مارس، أعلنت الأوروغواي أنها ستغلق المدارس فقط في حالة تسجيل حالات إصابة بفيروس كورونا بين الطلاب. ألغت جامعة الجمهورية الدراسة في 13 مارس 2020، وأعلنت الحكومة يوم السبت 14 مارس تعليقَ الدراسة لمدة أسبوعين في المدارس الحكومية والخاصة. كان من المقرر أن تظل المدارس مفتوحة لتقديم وجبات الطعام للطلاب، ولكن دون دراسة. |                                             | [ 25 ] |
| فيتنام           | أُغلقت جميع المدارس للمراحل قبل الابتدائية والإعدادية والثانوية في فيتنام؛ وجميع المؤسسات الثانوية في مدينة هانوي، ومدينة هو تشي منه، ودا نانغ، وهاي فونغ، بالإضافة إلى مقاطعات كون توم، ولاي تشاو، ولاو كاي، وكوانغ نام، وكوانج نينه، وسون لا، وثوا ثين هوي، وتين جيانغ، وَين باي. |                                             | [ 25 ] |

ملحوظة: تتوافق الأرقام مع العدد الإجمالي للمتعلمين المسجلين في مستويات التعليم ما قبل الابتدائي، والابتدائي، والإعدادي، والثانوي، والعالي [مستويات إسكد من 0 إلى 3]، وأيضًا في مستويات التعليم العالي [مستويات إسكد من 5 إلى 8] الذين قد يتأثرون إذا توسعت عمليات الإغلاق محدودة النطاق لتشمل جميع أنحاء البلاد. تستند أرقام التسجيل إلى أحدث بيانات معهد اليونسكو للإحصاء.

## العواقب المترتبة على إغلاق المدارس
ألقى إغلاق المدارس نتيجة جائحة كوفيد-19 الضوء على العديد من القضايا التي تؤثر على فرص الحصول على التعليم، فضلًا عن القضايا الاجتماعية والاقتصادية الأوسع. اعتبارًا من 12 مارس، توقف أكثر من 370 مليون طفل وشاب عن الذهاب إلى المدارس بسبب إغلاقها المؤقت أو غير محدد المدة على مستوى الدولة والذي فرضته الحكومات في محاولة لإبطاء انتشار كوفيد-19. اعتبارًا من 20 مارس، طال تأثير الإغلاق أكثر من 70% من المتعلمين في العالم.
حتى عندما يكون إغلاق المدارس مؤقتًا، فهو ينطوي على تكاليف اجتماعية واقتصادية باهظة. تؤثر الاضطرابات التي يسببها الإغلاق في مختلف طبقات المجتمعات، ولكن تأثيرها الذي يتضمن توقف التعلم، وسوء التغذية، ومشكلات رعاية الأطفال، وما يترتب على ذلك من تكلفة اقتصادية للأسر التي لا تستطيع العمل، يكون أكثر حدة على الأطفال المحرومين وأسرهم.
تشمل الآثار الضارة لإغلاق المدارس ما يلي:

### توقف التعلم
توفر المدرسة فرصة التعلم الأساسية، وعندما تُغلق المدارس، يُحرم الأطفال والشباب من فرص النمو والتطور. يكون هذا الحرمان أكثر إضرارًا بالمتعلمين الأقل حظًا الذين لديهم فرص تعليمية أقل خارج المدرسة.

### التغذية
يعتمد العديد من الأطفال والشباب على وجبات مجانية أو مخفضة تقدم في المدارس من أجل الغذاء وضمان التغذية الصحية. عندما تُغلق المدارس، يشكل هذا خطرًا على تغذيتهم.

### عدم تهيؤ أولياء الأمور للدراسة عن بعد والتعليم في المنزل
عندما تُغلق المدارس، يُطلب من أولياء الأمور غالبًا تيسير عملية تعلم الأطفال في المنزل، وقد يواجهون صعوبة في أداء هذه المهمة. هذا ينطبق بشكل خاص على الآباء ذوي التعليم والموارد المحدودة.

### عدم تكافؤ فرص الوصول إلى بوابات التعلم الرقمية
إن عدم الوصول إلى التكنولوجيا أو الاتصال الجيد بالإنترنت عقبة أمام استمرار التعلم، خاصة للطلاب من العائلات المحرومة.

### الثغرات في نظم رعاية الأطفال
في غياب الخيارات البديلة، غالبًا ما يُترك أولياء الأمور من العاملين الأطفال وحدهم عند إغلاق المدارس، وقد يؤدي ذلك إلى سلوكيات محفوفة بالمخاطر، بما في ذلك زيادة تأثير ضغط الأقران وتعاطي المخدرات.

### ارتفاع التكاليف الاقتصادية
من المرجح أن يفوّت أولياء الأمور من العاملين العملَ عندما تُغلق المدارس من أجل رعاية أطفالهم، ما سيؤدي إلى فقدان الأجور في كثير من الحالات والتأثير سلبًا في الإنتاجية.

### وقوع ضغط غير مقصود على نظام الرعاية الصحية
غالبًا ما تمثل النساء نسبة كبيرة من العاملين في مجال الرعاية الصحية، ولن يمكنهنّ غالبًا الانتظام في العمل بسبب التزامات رعاية الأطفال الناتجة عن إغلاق المدارس. هذا يعني أن العديد من مُزاوِلات المهن الطبية لن يتواجدن في المرافق التي هي بأمس الحاجة إليهن خلال الأزمة.

### زيادة الضغط على المدارس والأنظمة المدرسية التي تظل مفتوحة
يضع إغلاق المدارس محدود النطاق أعباءً على المدارس إذ يقوم أولياء الأمور والمسؤولون بإعادة توجيه الأطفال إلى المدارس المفتوحة.

### ميل معدلات التسرب إلى الارتفاع
يمثل ضمان عودة الأطفال والشباب والبقاء في المدرسة عند إعادة فتح المدارس بعد إغلاقها تحديًا. يكون هذا صحيحًا خصوصًا في حالات الإغلاق المطول.
العزلة الاجتماعية: تُعد المدارس مراكز النشاط الاجتماعي والتفاعل البشري. عندما تُغلَق المدارس، يفتقر العديد من الأطفال والشباب إلى الاتصال الاجتماعي الضروري للتعلم والتطور.
استجابة لإغلاق المدارس بسبب انتشار فيروس كوفيد-19، توصي اليونسكو باستخدام برامج التعلم عن بعد والتطبيقات والمنصات التعليمية المفتوحة التي يمكن للمدارس والمعلمين استخدامها للوصول إلى المتعلمين والحد من توقف عملية التعليم.

### إغلاق المدارس والجامعات
توقف عدد غير مسبوق من الأطفال والشباب والبالغين عن الذهاب إلى المدارس أو الجامعات بسبب تفشي كوفيد-19. أعلنت الحكومات في 73 دولة إغلاق المؤسسات التعليمية أو نفذته في محاولة لإبطاء انتشار المرض. وفقًا لرصد اليونسكو، أغلقت 56 دولة المدارس في جميع أنحاء البلاد، ما أثّر على أكثر من 516.6 مليون طفل وشاب. نفّذت 17 دولة أخرى إغلاقًا محدود النطاق للمدارس، وإذا ما أصبحت عمليات الإغلاق هذه على نطاق الدولة، سيعاني مئات الملايين من المتعلمين الإضافيين توقفَ الدراسة.

### الأثر الاجتماعي والاقتصادي
راجع أيضًا: الأثر الاقتصادي والاجتماعي لجائحة فيروس كورونا 2019–20
يمكن أن يمنع تعذُّر الوصول إلى التكنولوجيا أو الوصول السريع والموثوق إلى الإنترنت الطلابَ في المناطق الريفية ومن العائلات المحرومة من الحصول على التعلم الكافي خارج المدرسة.
للمساعدة في إبطاء تفشي كوفيد-19، أُغلقت مئات المكتبات بصورة مؤقتة. في الولايات المتحدة، أعلنت العديد من المدن الكبرى إغلاق المكتبات العامة، بما في ذلك لوس أنجلوس، وسان فرانسيسكو، وسياتل، ومدينة نيويورك، ما أثر على 221 مكتبة.

### رعاية للأطفال
يؤدي إغلاق المدارس إلى الضغط على أولياء الأمور والأوصياء لتوفير رعاية للأطفال وإدارة التعلم عن بعد في أثناء وجود الأطفال خارج المدرسة.

### التغذية وانعدام الأمن الغذائي
يعتمد العديد من الأطفال حول العالم على وجبات مجانية أو مخفَّضة الثمن في المدارس.
في ألاباما، حيث أثر إغلاق المدارس على مستوى الولاية اعتبارًا من 18 مارس في أكثر من 720,000 طالب، أعلن مراقب الولاية أن العاملين بالمدارس الأكثر تضررًا من الفقر سيعملون على إنشاء شبكات توزيع لتوفير الطعام للطلاب الذين يعتمدون على وجبات الغداء المدرسية.
في ولاية واشنطن، هناك نحو 45% من طلاب الولاية البالغ عددهم 1.1 مليون طالب في المدارس العامة التقليدية والمدارس الأهلية مؤهلين للحصول على وجبات مدرسية مدعَّمة. لذا قد يعاني ما لا يقل عن 520,000 طالب وعائلاتهم انعدامَ الأمن الغذائي نتيجة لإغلاق المدارس.

### نتائج التعلم
يؤثر إغلاق المدرسة سلبًا في نتائج تعلم الطلاب.
تميل معدلات تسرب الطلاب إلى الزيادة نتيجة إغلاق المدارس بسبب التحدي المتمثل في ضمان عودة جميع الطلاب إلى المدرسة بعد انتهاء الإغلاق.

### خدمات التعليم الخاص
لم تتناول القوانين التشريعية الفيدرالية التأثيرات المحتملة لإغلاق المدارس والاعتماد على التعلم عن بعد في مثل هذا الوقت.

## التأثير على التعليم النظامي
يميل التعليم النظامي -بخلاف التعليم غير النظامي- إلى الإشارة إلى المدارس والكليات والجامعات ومؤسسات التدريب. وقد حدد تقرير البنك الدولي لعام 1974 التعليم النظامي بوصفه على النحو التالي:
التعليم النظامي: هو نظام مهيكل بتسلسل هرمي ومدرج ترتيبًا زمنيًا، ويمتد من المرحلة الابتدائية حتى الجامعة متضمنًا، بالإضافة إلى الدراسات الأكاديمية العامة، مجموعة متنوعة من البرامج والمؤسسات المتخصصة للتدريب الفني والمهني بدوام كلي.
تم حساب أغلب البيانات التي تم جمعها عن عدد الطلاب والمتعلمين المتأثرين بفيروس كورونا COVID-19 بناءً على إغلاق أنظمة التعليم النظامية. يقدم معهد اليونسكو للإحصاء أرقامًا عن الطلاب المتأثرين بفيروس كورونا COVID-19 نظير عدد المتعلمين المسجلين في مستويات التعليم ما قبل الابتدائي والتعليم الابتدائي والإعدادي والثانوي [مستويات ISCED «التصنيف الدولي الموحد للتعليم» 0 إلى 3] ، وكذلك في مستويات التعليم العالي [مستوياتISCED /ت.د.م.ت 5 إلى 8].

### تعليم الطفولة المبكرة
يتم عادةً تصميم البرامج التعليمية للطفولة المبكرة للأطفال الذين تقل أعمارهم عن 3 أعوام، وقد تشير إلى مرحلة ما قبل المدرسة ورياض الأطفال ودور الحضانة وبعض برامج الرعاية اليومية. في حين إغلاق العديد من المدارس الابتدائية والثانوية في جميع أنحاء العالم بسبب فيروس كورونا COVID-19، اختلفت الإجراءات التي تؤثر على البرامج التعليمية للطفولة المبكرة. وتعتبر رياض الأطفال ومراكز الرعاية اليومية في بعض الدول والمناطق، خدمات ضرورية ولا يتم إغلاقها بالتوازي مع تدابير إغلاق المدارس واسعة النطاق.
وقد شجعت وزارة الأطفال والشباب والأسر في ولاية واشنطن في الولايات المتحدة على إبقاء مراكز رعاية الأطفال ومراكز التعليم المبكر مفتوحة. وتُقدم بعض المناطق التعليمية خيارات بديلة لرعاية الأطفال، مع إعطاء الأولوية لأبناء أوائل المستجيبين والعاملين في مجال الرعاية الصحية. وقد أصدر حاكم ولاية ماريلاند تكليفًا بأن تبقى خدمات رعاية الأطفال مفتوحة لأطفال فرق الطوارئ، بينما تركت ولاية واشنطن وكاليفورنيا الأمر لتقدير مقدمي الرعاية. وقد شرح حاكم ولاية كاليفورنيا «جافين نيوسوم» موقف ولايته، قائلاً: «نحن بحاجة إلى خدمات رعاية الأطفال ومراكز الرعاية اليومية؛ لكي تعمل على استيعاب تأثير إغلاق المدارس». وشجعت كولورادو على تطوير «مجموعات أدوات» للوالدين، لاستخدامها في المنزل لمحاكاة الدروس التي كان سيحصل عليها الأطفال في برامج التعليم المبكر الخاصة بهم.
أما في اليابان، فقد أغلق رئيس الوزراء شينزو أبي جميع المدارس في جميع أنحاء البلاد حتى الثامن من أبريل، ومع ذلك فقد تم استثناء مرافق الرعاية اليومية للأطفال. في بدايات شهر مارس تم اكتشاف خمس حالات إيجابية بفيروس كورونا لخمسة بالغين كانوا مرتبطين بمرفق تمريض للأطفال في سن ما قبل المدرسة في كوبي. وبعد فحص أكثر من مائة طفل في المنشأة، تم اكتشاف طالب في مرحلة ما قبل المدرسة حاملًا الفيروس.

### المرحلة الابتدائية
يتكون التعليم الابتدائي أو الأساسي عمومًا من الأربع إلى السبع سنوات الأولى من التعليم النظامي.

### المرحلة الثانوية
قامت منظمة البكالوريا الدولية (IBO/م.ب.د) بإلغاء الامتحانات الخاصة ببرنامج الدبلوم وامتحانات المرشحين للبرنامج المتعلق بالوظائف المهنية، والمقرر عده في الفترة ما بين 30 أبريل و22 مايو 2020، ويقال إنها أثرت على أكثر من 200000 طالب حول العالم.

### التعليم العالي
يشير التعليم العالي إلى المستويات التعليمية غير الإلزامية التي تلي إتمام المدرسة الثانوية.  يتم اتخاذ التعليم العالي عادةً ليشمل التعليم الجامعي والدراسات العليا، وكذلك التعليم والتدريب المهني. ويحصل الأفراد الذين يكملون التعليم العالي بشكلٍ عام على شهادات أو دبلومات أو درجات أكاديمية.

### التعليم الجامعي
إن التعليم الجامعي هو تعليم يتم إجراؤه بعد التعليم الثانوي وقبل مرحلة الدراسات العليا، وعادةً ما يحصل المتعلم على درجة البكالوريوس. يُشار إلى الطلاب الملتحقين ببرامج التعليم العالي في الكليات والجامعات وكليات المجتمع باسم «طلاب الكليات» في دول مثل الولايات المتحدة.
ولإغلاق الكليات والجامعات آثار واسعة النطاق على الطلاب وأعضاء هيئة التدريس والإداريين والمؤسسات ذاتها.
وقد دُعيت الكليات والجامعات في جميع أنحاء الولايات المتحدة لإصدار المبالغ المستردة للطلاب مقابل تكاليف الدراسة والسكن.
بينما يتم توفير 6 مليارات دولار من الإغاثة الطارئة للطلاب خلال الجائحة ، فقد قررت وزيرة التعليم بيتسي ديفوس في 21 أبريل 2020 أنه سيتم توفير ذلك فقط للطلاب المؤهلين بالفعل للحصول على مساعدة مالية فيدرالية. ويُستثنى من هذه المادة عشرات الآلاف من الطلاب غير المسجلين الذين يشاركون في برنامج الجكومة «الأعمال المؤجلة للطفولة الوافدة» (القرار المؤجل للواصلين أطفالا/أ.م.ط.و) أو «الحالمون» من تلقي أموال الإغاثة الطارئة.

## البدائل الموصى بها
تشارك اليونسكو 10 توصيات لاتباعها خلال هذه الفترة:
1. فحص درجة الاستعداد واختيار أنسب الأدوات: اتّخذ قرارك باستخدام الحلول ذات التكنولوجيا المتقدمة أو التكنولوجيا البسيطة استنادًا إلى موثوقية مصادر الطاقة المحلية والاتصال بالإنترنت ومهارات استخدام الحاسوب لدى المعلمين والطلاب. يمكن تنسيق ذلك من خلال استخدام منصات التعلم الرقمي المتكاملة، ودروس الفيديو، والمساقات الهائلة المفتوحة عبر الإنترنت، والبث عبر أجهزة الراديو والتلفزيون.
2. ضمان إدراج برامج التعلم عن بعد: نفِّذ التدابير اللازمة لضمان وصول الطلاب، بمن فيهم ذوي الإعاقة أو من خلفيات منخفضة الدخل، إلى برامج التعلم عن بعد، إن كان بإمكان عدد محدود منهم فقط الوصول إلى الأجهزة الرقمية. خذ بعين الاعتبار النقل المؤقت لهذه الأجهزة من معامل الكمبيوتر إلى العائلات ودعم اتصالها بالإنترنت.
3. حماية خصوصية البيانات وأمن البيانات: قيِّم أمن البيانات عند رفعها أو رفع الموارد التعليمية إلى شبكة الإنترنت، وكذلك عند مشاركتها مع منظمات أخرى أو أفراد آخرين. تحقق من استخدام تطبيقات ومنصات لا تنتهك خصوصية بيانات الطلاب.
4. إعطاء الأولوية لحلول مواجهة التحديات النفسية والاجتماعية قبل التدريس: اجمع الأدوات المتاحة لربط المدارس، وأولياء الأمور، والمعلمين، والطلاب مع بعضهم. شكّل مجموعات لضمان التفاعلات البشرية المنتظمة، وتمكين تدابير الرعاية الاجتماعية، ومعالجة التحديات النفسية والاجتماعية المحتملة التي قد يواجهها الطلاب عند عزلهم.
5. تخطيط الجدول الدراسي لبرامج التعلم عن بعد: نظّم مناقشات مع الأطراف المعنية لفحص المدة المحتملة لإغلاق المدرسة وتحديد ما إذا كان يجب أن تركز برنامج التعلم عن بعد على تدريس معارف جديدة أو تعزيز معرفة الطلاب بالدروس السابقة. ضع مخطط الجدول اعتمادًا على حالة المناطق المتأثرة، ومستوى الدراسات، واحتياجات الطلاب، وتوافر أولياء الأمور. اختر منهجيات التعلم المناسبة بناءً على حالة إغلاق المدرسة والحجر الصحي المنزلي. تجنب منهجيات التعلم التي تتطلب التواصل وجهًا لوجه.
6. تقديم الدعم للمعلمين وأولياء الأمور بشأن استخدام الأدوات الرقمية: نظّم تدريبًا موجزًا أو دورات توجيهية للمعلمين وأيضًا لأولياء الأمور، إن كانت هناك حاجة إلى المراقبة والتيسير. ساعد المدرسين على تحضير الإعدادات الأساسية مثل حلول استخدام بيانات الإنترنت إن طُلِب منهم تقديم بث مباشر للدروس.
7. الدمج بين الوسائل المناسبة والحد من عدد التطبيقات والمنصات: ادمج الأدوات أو الوسائط المتاحة لمعظم الطلاب، في كل من التواصل والدروس المتزامنة، وللتعلم غير المتزامن. تجنب التحميل الزائد على الطلاب وأولياء الأمور من خلال مطالبتهم بتحميل العديد من التطبيقات أو المنصات واختبارها.
8. وضع قواعد التعلم عن بعد ومراقبة عملية تعلم الطلاب: حدد قواعد التعلم عن بعد مع أولياء الأمور والطلاب. صمم أسئلة تقويمية أو اختبارات أو تمارين لمراقبة عملية تعلم الطلاب عن كثب. حاول استخدام الأدوات اللازمة لدعم إرسال ملاحظات الطلاب، وتجنب التحميل الزائد على أولياء الأمور عبر مطالبتهم بفحص ملاحظات الطلاب وإرسالها.
9. تحديد مدة وحدات التعلم عن بعد استنادًا إلى مهارات التنظيم الذاتي للطلاب: حافظ على توقيت يتسق مع مستوى التنظيم الذاتي للطلاب وقدراتهم ما وراء المعرفية (قدرات إدراك الإدراك) خاصة في فصول البث المباشر. يُفضل ألا تزيد الوحدة المخصصة لطلاب المدارس الابتدائية عن 20 دقيقة، وألا تزيد عن 40 دقيقة بالنسبة إلى طلاب المدارس الثانوية.
10. تشكيل مجموعات وتعزيز الاتصال: شكل مجموعات من المعلمين وأولياء الأمور ومديري المدارس لمعالجة الشعور بالوحدة أو العجز، وتسهيل تبادل الخبرات، ومناقشة استراتيجيات التكيف عند مواجهة صعوبات التعلم.[57]